# Большечечуйское муниципальное образование
Большечечуйское сельское поселение — муниципальное образование в Базарно-Карабулакском районе Саратовской области России.
Административный центр — село Большая Чечуйка.

## География
Расположено в северо-западной части района.

## История
Создано к январю 2005 году как Больше-Чечуйское муниципальное образование, к июлю 2005 года — Большечечуйское.

## Население
| 2010 | 2011 | 2012 | 2013 | 2014 | 2015 | 2016 |
| ---- | ---- | ---- | ---- | ---- | ---- | ---- |
| 991  | ↘986 | ↘944 | ↘909 | ↘868 | ↘830 | ↘822 |
| 2017 | 2018 | 2019 | 2020 | 2021 |      |      |
| ↘803 | ↗804 | ↘788 | ↘775 | ↘728 |      |      |

## Населённые пункты
В состав сельского поселения входят 3 населённых пункта:
| № | Населённый пункт | Тип  | Население |
| - | ---------------- | ---- | --------- |
| 1 | Большая Чечуйка  | село | ↘457      |
| 2 | Марьино          | село | ↘196      |
| 3 | Ханенёвка 1-я    | село | ↘338      |